# Kasa no Iratsume
Kasa no Iratsume (jap. 笠女郎) war eine japanische Dichterin des frühen 8. Jahrhunderts während der Nara-Zeit.
Sie ist durch die 29 von ihr überlieferten Tanka in der Gedichtanthologie Man’yōshū bekannt. Es handelt sich dabei vornehmlich um Liebesgedichte, die an den Dichter und Kompilator der Anthologie Ōtomo no Yakamochi gerichtet sind. 24 Gedichte, sogenannte Sōmonka, werden im Man’yōshū aufeinanderfolgend präsentiert (587–610), die anderen finden sich verstreut in der Sammlung (395–397, 1451, 1616); darunter drei allegorische Gedichte (hiyuka) und zwei Jahreszeitengedichte.
Von ihrem Leben ist lediglich bekannt, was aus den Gedichten erschlossen wurde. Das Man’yōshū vermerkt als Namen Ojika. Dort wird zudem erwähnt, dass sie die Tochter von Ki no Kahito und ihr Mann Aki no Ōkimi waren. Dennoch wird sie üblicherweise nur mit einem Notnamen bezeichnet, der „junge Frau Kasa“ bedeutet. In den Gedichten stellt sich Kasa no Iratsume als verschmähte Liebende dar. Ihr Lebensweg, beziehungsweise ihre Liebesgeschichte, wurde anhand einzelner Aussagen der Gedichte, ihrer Abfolge sowie der Antwortgedichte des Ōtomo no Yakamochi so rekonstruiert, dass sie eine ältere Geliebte Ōtomos war, die von ihm fallen gelassen wurde und ihm daraufhin zeit ihres Lebens als „wartende Frau“ (待つ女, matsu onna) nachtrauerte. Die autobiografische Deutung der Texte ist jedoch insofern problematisch, da der Topos der unerwiderten Liebe in der japanischen Liebeslyrik der Tenpyō-Zeit (729–749) vermehrt auftaucht.